# Emilian Voiutschi
Emilian Voiutschi (n. 31 martie 1850, Cernăuți, Imperiul Austriac – d. 6 decembrie 1920, Cernăuți, România) a fost un cleric și teolog ortodox român originar din Imperiul Austriac.

## Biografie
După terminarea studiilor gimnaziale la Cernăuți, a intrat la Institutul Teologic din Cernăuți, pe care l-a absolvit în 1874.
În continuare, a făcut studii de specializare pentru Vechiul Testament și limbi semitice la Facultățile de Teologie din Viena, Innsbruck și Strasbourg, între 1874-1877. În 1881 a devenit primul doctor al Facultății de Teologie din Cernăuți.
Activitatea lui Emilian Voiutschi este strâns legată de Facultatea de Teologie din Cernăuți. După ce a fost profesor suplinitor (1881) la catedra de Teologie Morală, din 1888 a devenit titular al acestei catedre, funcție pe care a deținut-o până la moarte. A fost decan al Facultății de Teologie în cinci ani universitari, iar de două ori a fost rector al Universității din Cernăuți (1892-1893 și 1901-1902).
A fost arhipresbiter stavrofor, redactor al revistei teologice „Candela” (1894-1910), director al tipografiei eparhiale din Cernăuți, inspector școlar diecezan și consilier al Mitropoliei Cernăuților. A publicat numeroase studii de Morală și Vechiul Testament, predici, recenzii etc.